# 554
سنة 554 م (بالأرقام الرومانية: DLIV) كانت سنة بسيطة تبدأ يوم الخميس (الرابط يظهر نموذج الجدول الزمني الكامل للسنة) من التقويم اليولياني. بدأت تسمية السنة ب554 منذ العصور الوسطى المبكرة، عندما أصبح تقويم أنو دوميني هو الأسلوب السائد في أوروبا لتسمية السنوات.

## أحداث
- نهاية الحرب القوطية في 554 والتي بدأت في 535.
- معركة يوم حليمة في قنسرين بين الغساسنة والمناذرة.
- عمرو بن هند يملك الحيرة.

## مواليد
- الإمبراطورة سويكو
- تميم بن مقبل

## وفيات
- المنذر بن امرئ القيس